# Mine de Golden Grove
La mine de Golden Grove est une mine souterraine d'or, de cuivre, de zinc, de plomb et d'argent située en Australie-Occidentale,,,.